# Smithton, Tasmanien
Smithton är en ort i Australien. Den ligger i kommunen Circular Head och delstaten Tasmanien, i den sydöstra delen av landet, omkring 290 kilometer nordväst om delstatshuvudstaden Hobart.
Trakten runt Smithton är nära nog obefolkad, med mindre än två invånare per kvadratkilometer.. Smithton är det största samhället i trakten. 
I omgivningarna runt Smithton växer i huvudsak städsegrön lövskog. Genomsnittlig årsnederbörd är 1 496 millimeter. Den regnigaste månaden är augusti, med i genomsnitt 233 mm nederbörd, och den torraste är februari, med 44 mm nederbörd.